# Bigotianella menaiella
Bigotianella menaiella är en fjärilsart som beskrevs av Legrand 1965. Bigotianella menaiella ingår i släktet Bigotianella och familjen praktmalar, Oecophoridae. Inga underarter finns listade i Catalogue of Life.